# Cantone di Champdeniers-Saint-Denis
Il Cantone di Champdeniers-Saint-Denis era una divisione amministrativa dell'arrondissement di Niort.
A seguito della riforma approvata con decreto del 18 febbraio 2014, che ha avuto attuazione dopo le elezioni dipartimentali del 2015, è stato soppresso.

## Composizione
Comprendeva i comuni di:
- Champdeniers-Saint-Denis
- La Chapelle-Bâton
- Cours
- Germond-Rouvre
- Pamplie
- Saint-Christophe-sur-Roc
- Sainte-Ouenne
- Surin
- Xaintray